# Solar do Visconde de Araruama
O Solar do Visconde de Araruama é um edifício construído no século XVIII de grande importância histórica para cidade de Campos dos Goytacazes (RJ). Foi tombado pelo Instituto Estadual do Patrimônio Cultural (INEPAC) em 23 de julho de 1987 e integra um grupo de quatro importantes imóveis, localizados no centro histórico da cidade, perto da praça São Salvador.

## Histórico

### Fundação
O solar serviu inicialmente como moradia de José Caetano Barcelos Coutinho do Morgado de Capivari, tendo sido nomeado Brigadeiro, depois Mestre de Campo e posteriormente Coronel de Milícias, também foi o primeiro provedor da Santa Casa de Misericórdia de Campos de 1793 até 1794. Após a morte de Capivari, o imóvel foi herdado por José Carneiro da Silva, o Visconde de Araruama, que lá morou com sua esposa Francisca Antônia Ribeiro de Castro.

### Edifício Público
Após a morte do Visconde, sua esposa vendeu o imóvel para a Câmara Municipal de Campos pela quantia de 50:000$000 (cinquenta contos de réis), por indicação do vereador Dr. Thomaz Coelho de Almeida para sediar a câmara.
Durante esse mesmo período, cogitou-se construir um quartel de bombeiros ao lado do solar, sendo este, interligado com suas edificações. O projeto não foi concebido porque o espaço era muito pequeno para abrigar o quartel e, por isso, passou a hospedar a biblioteca municipal inaugurada em 21 de abril de 1903, funcionando até 1978, quando foi transferida para a Fundação Cultural Jornalista Oswaldo Lima.
Em 1904, também passou a abrigar a prefeitura por causa da reforma Constitucional Fluminense, que definiu as Prefeituras como o único órgão responsável pela função administrativa nas cidades.
O anuário de 1920 mostra que o edifício abrigava:
- Secretaria da prefeitura
- Sala do Conselho de Vereadores
- Gabinete do Prefeito
- Repartição de Obras
- Repartição de Higiene
- Departamento de Estatísticas
- Procuradoria
- Tribunal do Júri
- Missão Rockefeller (fundação beneficente não governamental)[7]

Após a transferências dos serviços públicos para outras localidades, o Solar do Visconde de Araruama chegou a abrigar, de acordo com o Jornal Diário (2002), a Junta de Alistamento Militar e o PROCON.

### Museu  de  Campos  dos  Goytacazes
O Projeto Museu de Campos dos Goytacazes foi criado em 14 de maio de 1997, pela lei municipal nº. 6.339, se instalando no local no ano de 1990 e permanecendo até 1997, quando prédio foi interditado pela Defesa Civil, tendo suas atividades transferidas para a Fundação Cultural Jornalística Oswaldo Lima e posteriormente para Museu Olavo Cardoso em 2006.
Após um reforma realizada pelo engenheiro Rodrigo Ribeiro Gomes no solar, o Museu Histórico de Campos dos Goytacazes retornou para o local no ano de 2012.
O museu divide-se em duas áreas: o térreo abriga exposições temporárias em duas salas, e nos andares superiores está a exposição permanente, que ocupa oito salas. Nessas salas, existe um acervo de fotos, documentos e mobiliário da cidade de Campos dos Goytacazes desde a colonização até o início do século XIX. As exposições temporárias não têm tema fixo mas espera-se que sejam renovadas a cada dois meses, priorizando a produção de artistas locais.
Umas das salas de exposição abrigou o acervo do Museu Ferroviário de Campos. Somando mais ou menos 200 peças, o acervo do Centro de Memória Ferroviário tem equipamentos e objetos usados nos trens, além de miniaturas e documentos que fazem um panorama do desenvolvimento da malha ferroviária da cidade.

## Arquitetura

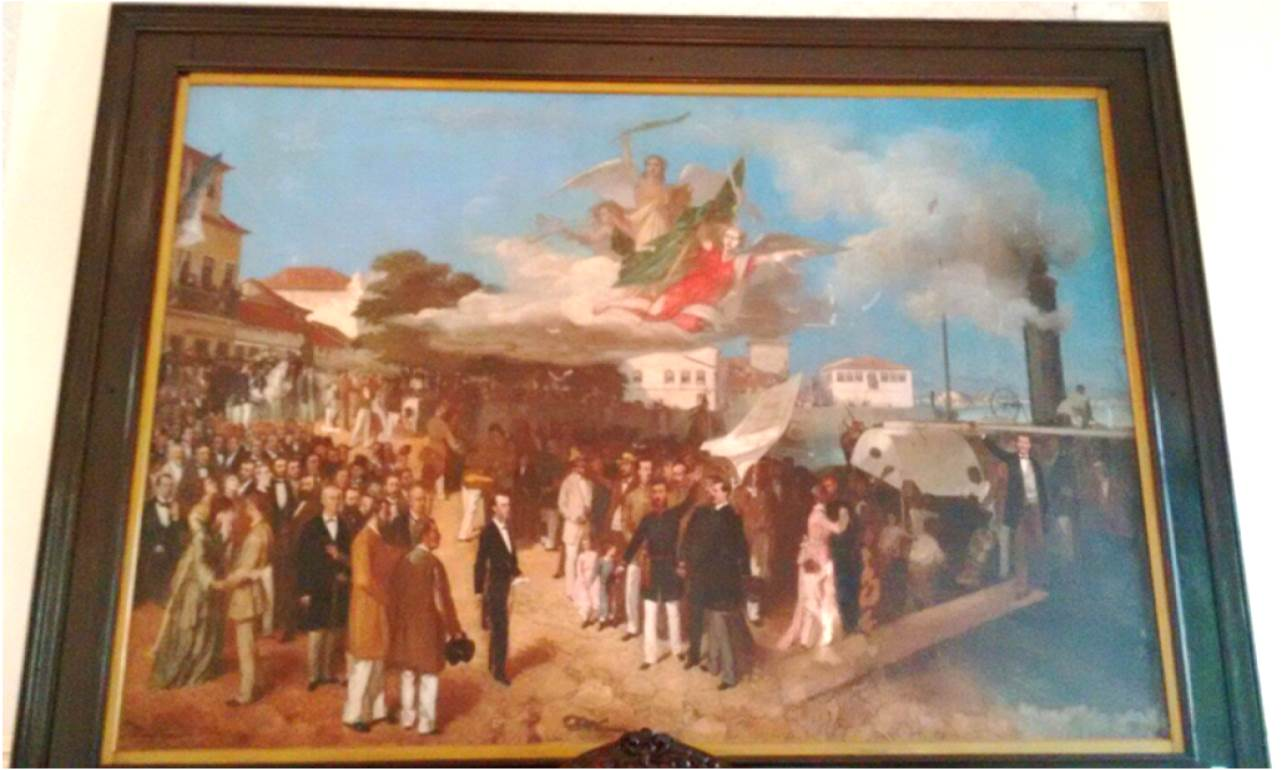
A Partida dos Voluntários Campistas em 1865" (Óleo sobre tela - Museu Histórico de Campos dos Goytacazes).

Durante reformas no local, foram descobertos uma antiga arca e um cofre da época de quando o casarão era sede da câmara municipal. Dentro da arca eram guardados o antigo estandarte da  Câmara e a chave de ouro, além de outras curiosidades históricas da cidade.
Na sala de sessões existe um quadro alegórico à Partida dos Voluntários Campistas em 1865, pintado por Clovis Arrault, e retratos a óleo do conselheiro Costa Pereira, o Dr. Nilo Peçanha, o Marechal Floriano Peixoto e o tenente-coronel Ribeiro Cardoso.